# Abdoulaye Wade

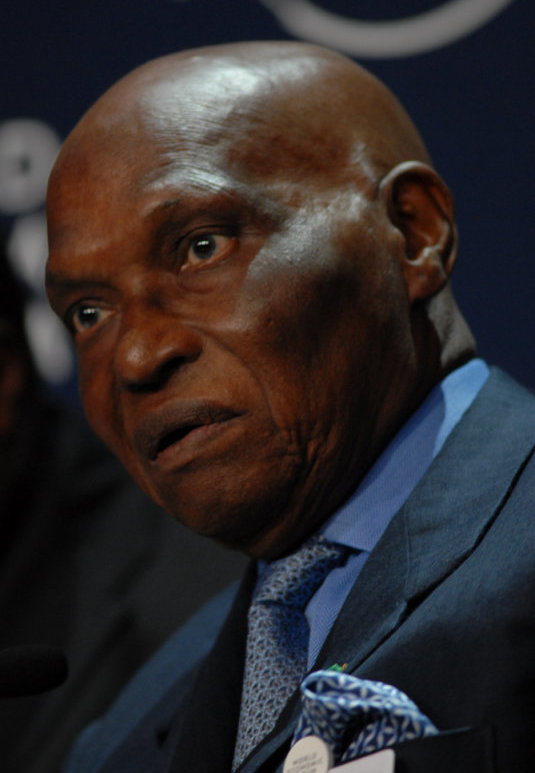
Abdoulaye Wade

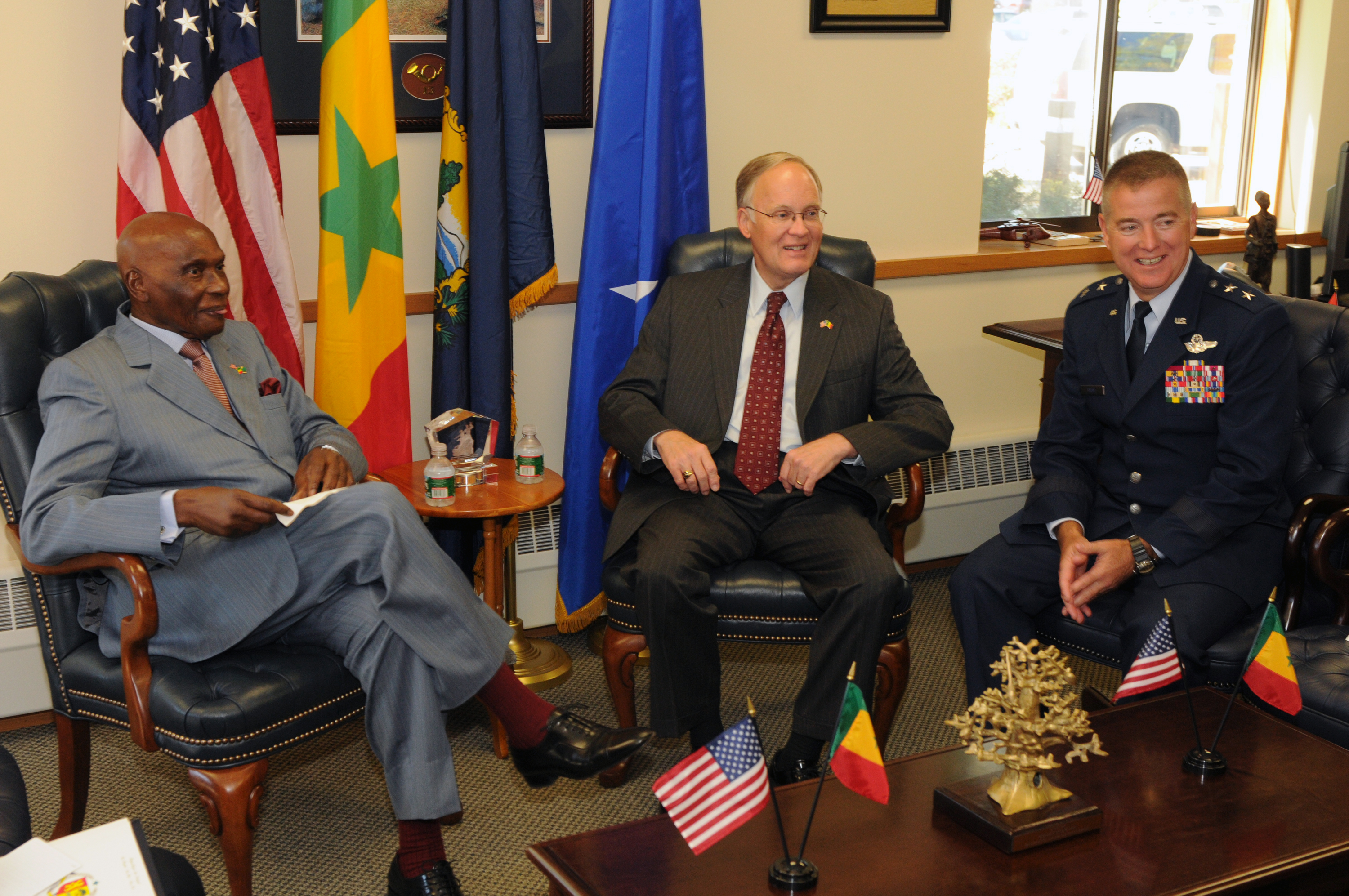
Abdoulaye Wade, links, bei einem Treffen der Vermont National Guard 2010.

Abdoulaye Wade (* 29. Mai 1926 in Kébémer, Region Louga) ist ein senegalesischer Jurist und Politiker. Von 2000 bis zum 1. April 2012 war er Präsident der Republik. An diesem Tag übergab er das Amt seinem Nachfolger Macky Sall.

## Leben
Abdoulaye Wade schloss 1947 die École normale William Ponty in Sébikotane mit Diplom ab. Nach dem Besuch des Lycée Condorcet in Paris studierte er an der Universität Grenoble Rechts- und Wirtschaftswissenschaften und wurde promoviert.
Wade arbeitete für kurze Zeit als Rechtsanwalt in Frankreich, bis er nach Dakar zurückkehrte, wo er ebenfalls als Anwalt tätig war und an der Université Cheikh Anta Diop de Dakar lehrte. 1974 gründete er die Demokratische Partei Senegals (PDS), eine liberale Partei. Er wurde in die Nationalversammlung gewählt und gehörte von 1991 bis 1992 sowie von 1995 bis 1997 als Staatsminister der Regierung von Präsident Abdou Diouf an.
Von Februar bis Mai 1994 saß Wade wegen Verschwörung im Gefängnis. Nach vier Niederlagen gegen die Amtsinhaber siegte er bei der Präsidentschaftswahl 2000 gegen den Amtsinhaber Abdou Diouf und war seitdem Staatspräsident.
Bei der Präsidentschaftswahl 2007 galt Wade erneut als Favorit. Am 28. Februar 2007 wurde der Amtsinhaber gemäß vorläufigem Endergebnis als Staatschef bestätigt. Bereits in der ersten Auszählung erreichte der damals 80-Jährige in allen 35 Wahlbezirken 55,7 Prozent und damit die absolute Mehrheit. Die sozialistische Opposition kündigte die Anfechtung des Wahlergebnisses an, während die Westafrikanische Wirtschaftsgemeinschaft (ECOWAS) die Durchführung der Wahl als transparent und frei ansah.
Eigentlich sieht die Verfassung des westafrikanischen Landes maximal zwei Amtszeiten für den Präsidenten vor. Das oberste Gericht fand jedoch ein juristisches Schlupfloch für Wade; daher wurde er bei der Präsidentschaftswahl 2012 für eine dritte Amtszeit zugelassen. Die Opposition rief daraufhin zu Protesten auf, welche von der Polizei blutig niedergeschlagen wurden. Zu den Verletzten gehörte auch der Präsidentschaftskandidat Cheikh Bamba Dièye.
Im ersten Wahlgang am 26. Februar 2012 errang keiner der Kandidaten die absolute Mehrheit. Bei der Stichwahl am 25. März unterlag er gegen Macky Sall  und gratulierte diesem noch am Wahlabend zum Sieg. Rund 300 internationale Beobachter verfolgten die Wahl.
Abdoulaye Wade ist mit der Französin Viviane Wade (* 1932) verheiratet. Zusammen haben sie zwei Kinder: Karim Wade (* 1968) und Tochter Sindjely Wade.
Er war einer der Unterzeichner der Botschaft aus Amman (Amman Message).

## Auszeichnungen und Ehrungen
- Félix-Houphouët-Boigny-Friedenspreis
- Großoffizier der Ehrenlegion
- Großkreuz des Ordens des heiligen Karl (2009)[8]
- Collane des Finnischen Ordens der Weißen Rose (2009)[9]